# バンド・オン・ザ・ラン (曲)
「バンド・オン・ザ・ラン」 (Band on the Run) は、ポール・マッカートニー&ウイングスの楽曲である。1973年にオリジナル・アルバム『バンド・オン・ザ・ラン』の表題曲として発売された。「ジェット」の商業的な成功を受けて、1974年4月にアメリカ、6月にイギリスでシングル・カットされ、アメリカのBillboard Hot 100で第1位、全英シングルチャートで最高位3位を獲得した。シングル盤『バンド・オン・ザ・ラン』は、1974年にアメリカで100万枚以上の売上を記録した。
3種類の異なるセクションをメドレーにした「バンド・オン・ザ・ラン」は、演奏時間が5分9秒とマッカートニーのシングル作品で最も長い。曲全体のテーマは「自由と逃避」で、1973年3月にジョージ・ハリスン、ジョン・レノン、リンゴ・スターの3人がマネージャーのアラン・クレインと決別し、マッカートニーとかつてのバンドメイドの関係が改善された時期に制作された。

## 背景・曲の構成
1973年に行なわれたポール・ガンバッキーニとのインタビューで、マッカートニーは「If we ever get out of here（もしここを出られたら）」というフレーズは、ビートルズの仕事の打ち合わせの際に幾度となくハリスンが口にしていた言葉から着想を得たことを明かしている。マッカートニーは、「彼は、僕らはみんなある意味で囚人だと言っていたよ。アルバムの冒頭に丁度いいと思ったんだ」と振り返り、「他にもいろんな理由があったと思う。たくさんあったけど、それを細かく掘り起こす気はない。『バンド・オン・ザ・ラン』にはいろんなテーマを盛り込んだ。逃避とか自由とか無法者とか、そう呼ばれるものが詰まっている」と語っている。
1988年の『ミュージシャン』誌のインタビューで、マッカートニーは「バンド・オン・ザ・ラン」のインスピレーションの1つとして、1960年代後半から1970年代前半にミュージシャンが経験した麻薬捜査について言及している。マッカートニーは、自身もマリファナ所持で法的な問題を抱えていたこともあり、「僕らはマリファナで無法者にされていた。『バンド・オン・ザ・ラン』での僕たちの主張は『僕らを悪い方に立たせないでくれ…。僕らは犯罪者ではないし、そうなりたいとも思わない』ということ。だから刑務所から脱獄する人たちの物語を作ったんだ」と語っている。
『モジョ』誌に寄稿したトム・ドイルは、本作の歌詞はアルバム『バンド・オン・ザ・ラン』の制作に際して録音したデモ・テープが盗まれた後の出来事を思い出すもので、「狭い独房のようなスタジオの4つの壁の中で、厳しい不安に直面して立ち往生している」当時のバンドの状況を反映したものと解釈している。
アルバム『バンド・オン・ザ・ラン』の最後に収録されている楽曲「1985年」のエンディング部分には、本作のサビがわずかに抜粋されている。
「バンド・オン・ザ・ラン」は、3部構成のメドレーになっており、最初のセクションはスローテンポのバラード、2つ目のセクションはファンク・ロック調、最後のセクションはカントリー調になっている。『オールミュージック』のスチュワート・メイソンは、最後の最も長いセクションについて「アコースティックのリズムギター、カントリー調のスライド・フィル、そしてコーラスでの3声ハーモニーの巧みな混合物」と評し、そのサウンドをイーグルスに喩えている。歌詞は「自由と逃避」がテーマとなっており、音楽評論家のロバート・クリストゴーは「大麻狂いの官僚によるロック・ミュージシャンへの弾圧について歌ったもの」と解釈している。

## レコーディング
バンドがナイジェリアのラゴスでレコーディングをしていた時に、「バンド・オン・ザ・ラン」をはじめとする楽曲のデモテープが盗まれた。ナイフで脅されたバンドはデモ音源を手放し、記憶を頼りに楽曲制作を続けた。
本作の最初の2つのセクションはラゴスでレコーディングされ、3つ目のセクションは1973年10月にロンドンにあるAIRスタジオでレコーディングされた。本作のオーケストラ・アレンジを手がけたトニー・ヴィスコンティは、T・レックスの楽曲のアレンジメントを気に入ったマッカートニーによって雇われた。ヴィスコンティは、本作の60人編成のオーケストラを含むアルバム全体のアレンジを3日間で書き上げることを命じられ、マッカートニーとの共同でアレンジを手がけたが、発売25周年を記念した再発売まで自身の名前がクレジットにないことに驚いたと後に明かしている。

## リリース
マッカートニーは、当初『バンド・オン・ザ・ラン』からはシングル・カットしないつもりでいたが、キャピトル・レコードのプロモーション担当であるアル・クーリーの説得により、「ジェット」と「バンド・オン・ザ・ラン」をシングルとして発売することにした。
シングル盤『バンド・オン・ザ・ラン』は、B面に「1985年」を収録して、『ジェット』の後続シングルとして1974年4月8日にアメリカで発売された。シングル盤はバンドにとってスマッシュヒットとなり、マッカートニーにとってはソロ名義では3作目、ウイングスとしては2作目となるアメリカのシングルチャートで第1位を獲得した作品となった。イギリスではB面曲を「ズー・ギャング」に変更して発売され、全英シングルチャートで最高位3位を獲得した。また、ヨーロッパ圏のシングルチャートでも上位40位以内にチャートインした。
アメリカでは、「Well, the undertaker drew a heavy sigh...」から始まるヴァースなどをカットし、演奏時間を3分50秒に縮めたラジオ・エディット版も制作された。
「バンド・オン・ザ・ラン」は、『ウイングス・グレイテスト・ヒッツ』、『オール・ザ・ベスト』、『夢の翼〜ヒッツ&ヒストリー〜』、『ピュア・マッカートニー〜オール・タイム・ベスト』などのコンピレーション・アルバムにも収録されている。マッカートニーのライブでも度々演奏されており、1976年に発売されたライブ・アルバム『ウイングス・オーヴァー・アメリカ』にはライブ音源が収録されている。

## ミュージック・ビデオ
「バンド・オン・ザ・ラン」のミュージック・ビデオは、当時大学生であったマイケル・コールソンによる自主制作映画で、後に映像作品『The McCARTNEY YEARS / ポール・マッカートニー・アンソロジー 1970-2005』や2010年に再発売された『バンド・オン・ザ・ラン』に収録された。主にビートルズへのトリビュートとなっており、映像内ではメンバーの写真がコラージュされている。
2014年には、マッカートニーのツアー・ヴィジュアルや、2013年に発売されたアルバム『NEW』のジャケットを手がけたベン・イブがデザインを手がけた新たなミュージック・ビデオが公開された。

## 評価
「バンド・オン・ザ・ラン」について、ジョン・レノンは、「良い曲だ。アルバムも良い」と評している。2014年に『ビルボード』誌は、「バンド・オン・ザ・ラン」について「コーラスに依存しない3つの異なるパートを持ちながら、聖歌のような雰囲気がある」と称賛している。オールミュージックのスチュワート・メイソンは、本作を「典型的なマッカートニーの作品」とし、「実験的な形式を取りながらも、その構造の奇妙さがほとんど気づかれないほど心地よいメロディを持っている」と評している。
ポール・マッカートニー&ウイングスは、本作で第17回グラミー賞の最優秀ポップ・デュオ／グループ・パフォーマンス賞を受賞した。『NME』誌が発表した「100 Best Tracks of the Seventies」では第10位、「The Best Of The Post-Beatles」では第15位にランクインしている。2010年のAOLラジオのリスナーによる投票「10 Best Paul McCartney Songs」では、「恋することのもどかしさ」や「心のラヴ・ソング」を抑えて第1位、2012年の『ローリング・ストーン』誌の読者投票では、「恋することのもどかしさ」、「ヘイ・ジュード」、「イエスタデイ」に次ぐ第4位にランクインしている。また、同誌の読者投票「The 10 Greatest Solo Beatle Songs」では第5位にランクインしている。

## シングル収録曲
| #         | タイトル                                     | 作詞・作曲                                    | 時間  |
| --------- | -------------------------------------------- | --------------------------------------------- | ----- |
| 1.        | 「バンド・オン・ザ・ラン」(Band on the Run)  | ポール・マッカートニー リンダ・マッカートニー | 5:13  |
| 2.        | 「1985年」(Nineteen Hundred and Eighty-Five) | ポール・マッカートニー リンダ・マッカートニー | 5:31  |
| 合計時間: | 合計時間:                                    | 合計時間:                                     | 10:44 |

| #         | タイトル                                                                      | 作詞・作曲                                    | 時間 |
| --------- | ----------------------------------------------------------------------------- | --------------------------------------------- | ---- |
| 1.        | 「バンド・オン・ザ・ラン (ラジオ・エディット)」(Band on the Run (Radio Edit)) | ポール・マッカートニー リンダ・マッカートニー | 3:50 |
| 2.        | 「ズー・ギャング」(Zoo Gang)                                                  | ポール・マッカートニー リンダ・マッカートニー | 1:59 |
| 合計時間: | 合計時間:                                                                     | 合計時間:                                     | 5:49 |

## クレジット
- ポール・マッカートニー - ボーカル、ギター、ベース、ドラム、音楽プロデューサー
- リンダ・マッカートニー - バッキング・ボーカル、キーボード
- デニー・レイン - バッキング・ボーカル、ギター
- トニー・ヴィスコンティ - オーケストレーション
- ジェフ・エメリック - プロデュース、エンジニア

## チャート成績

### 週間チャート
| チャート (1974年)                      | 最高位 |
| -------------------------------------- | ------ |
| ベルギー (Ultratop 50 Flanders)        | 21     |
| ベルギー (Ultratop 50 Wallonia)        | 38     |
| Canada Top Singles (RPM)               | 1      |
| ドイツ (GfK Entertainment charts)      | 22     |
| アイルランド (IRMA)                    | 7      |
| 日本 (オリコン)                        | 58     |
| オランダ (Single Top 100)              | 7      |
| ニュージーランド (Listener)            | 1      |
| 南アフリカ (Springbok Radio SA Top 20) | 2      |
| UK シングルス (OCC)                    | 3      |
| US Billboard Hot 100                   | 1      |
| US Adult Contemporary (Billboard)      | 22     |

### 年間チャート
| チャート (1974年)                    | 最高位 |
| ------------------------------------ | ------ |
| Canada Top Singles (RPM)             | 20     |
| オランダ (Single Top 100)            | 49     |
| 南アフリカ (Springbok Radio SA)      | 20     |
| UK Singles (Official Charts Company) | 50     |
| US Billboard Hot 100                 | 22     |

## 認定
| 国/地域                    | 認定 | 認定/売上数 |
| -------------------------- | ---- | ----------- |
| アメリカ合衆国 (RIAA)      | Gold | 1,000,000^  |
| ^ 認定のみに基づく出荷枚数 |      |             |

## カバー・バージョン
発売後、「バンド・オン・ザ・ラン」は、多数のアーティストによってカバーされている。元ウイングスのメンバーであるデニー・レインは、1996年に発売したアルバム『Wings at the Sound of Denny Laine』で本作をカバーしている。
2007年にフー・ファイターズがBBC Radio 1開局40周年を記念したアルバム『Radio 1: Established 1967』で本作をカバーし、翌年1月にフー・ファイターズのリード・シンガーであるデイヴ・グロールは、リヴァプールでの公演でマッカートニーと共に本作を演奏。
ハートは、2014年に発売されたトリビュート・アルバム『アート・オブ・マッカートニー〜ポールへ捧ぐ』で本作をカバー。